# Laelia anceps
Laelia anceps Lindl., 1835 è una pianta della famiglia delle Orchidacee diffusa in Messico e America centrale.

## Descrizione
Pianta epifita che fiorisce dall'autunno alla primavera con un'infiorescenza racemosa recante da 3 fino a 6 fiori. I fiori sono grandi fino a dieci centimetri e sono profumati..

## Distribuzione e habitat
L. anceps cresce spontaneamente sulle montagne di Messico, Guatemala e Honduras, a quote comprese tra 500 e 1500 metri..

## Sinonimi
Amalias anceps (Lindl.) Hoffmanns.

Amalia anceps (Lindl.) Heynh.

Cattleya anceps (Lindl.) Beer

Bletia anceps (Lindl.) Rchb.f.

## Tassonomia
Sono note le seguenti sottospecie:
- Laelia anceps ssp. anceps (Messico e Guatemala).  Il numero cromosomico di L. anceps ssp. anceps è stato determinato in 2n = 40
- Laelia anceps ssp. dawsonii (J.Anderson) Rolfe (Messico - Guerrero, Oaxaca).  Il numero cromosomico di L. anceps ssp. dawsonii è stato determinato in 2n = 40.

## Coltivazione
Le piante dovrebbero essere coltivate in corteccia d'abete, esposte da mezz'ombra a pieno sole. Vanno bagnate una volta a settimana nella stagione vegetativa e le annaffiature dovrebbero essere progressivamente ridotte nel periodo invernale..